# Universität für Wissenschaft und Technik Pjöngjang
Die Universität für Wissenschaft und Technik Pjöngjang (englisch Pyongyang University of Science and Technology, kurz PUST) ist die erste privat finanzierte Universität Nordkoreas.
Die Hochschule wurde offiziell im September 2010 eröffnet und nahm im Oktober 2010 den Lehrbetrieb auf. Gegründet wurde die Universität von dem Amerikaner und evangelikalen Christen Chin-Kyung „James“ Kim. Dieser gründete 1992 bereits die Universität für Wissenschaft und Technik Yanbian in Yanji, Volksrepublik China. Kim sammelte für sein Projekt über zehn Jahre 35 Millionen US-Dollar an und erhielt auch eine Spende von der südkoreanischen Regierung in Höhe von einer Million US-Dollar.
Die Universität soll bei der koreanischen Wiedervereinigung helfen und sowohl Nordkoreanern als auch Südkoreanern eine Möglichkeit zum Studieren bieten. Die Vorlesungen sollen auf Koreanisch und Englisch gehalten werden. Für das erste Semester 2011 wurden 160 Studenten zugelassen; über die darauffolgenden Jahre soll die Zahl auf 2600 steigen. Im Herbst 2014 waren es 570 Studenten, davon 70 graduate und 500 undergraduate Studenten.
Im Gegensatz zur restlichen Bevölkerung Nordkoreas haben die Studenten der PUST Zugriff auf das Internet, um für Projekte zu recherchieren. Lehrkräfte sind dazu angewiesen, ihre Rechner mit dem Programm SiliVaccine auf Schadsoftware zu prüfen.
Die PUST unterhält eine Kooperation mit der nordostchinesischen Universität für Wissenschaft und Technik Yanbian und wird unterstützt von einigen südkoreanischen Universitäten.